# ويليام إل. كارليسلي
ويليام إل. كارليسلي (بالإنجليزية: William L. Carlisle)‏ هو كاتب أمريكي، ولد في 4 مايو 1890 في مقاطعة تشيستر في الولايات المتحدة، وتوفي في 19 يونيو 1964.